# Aita Seacă, Covasna
Aita Seacă (în maghiară Szárazajta) este un sat în comuna Bățani din județul Covasna, Transilvania, România.
Pe valea Galat se găsește un punct fosilifer cu faună din perioada pliocenă.